# 般舟三昧経
『般舟三昧経』(はんじゅざんまいきょう、梵: pratyutpannabuddha-saṃmukhāvasthita-samādhi-sūtra、略してpratyutpanna-samādhi-sūtra)は、大乗仏教の経典。サンスクリット本は散逸していて存在そのものが未定である。チベット語訳と数種の漢訳経典が現存する。紀元前後に成立した最初期の大乗仏典のひとつであり、浄土経典の先駆と考えられる。精神統一によって仏の姿を現前に見ることを説く。

## 内容
般舟三昧(はんじゅざんまい)とは、心を集中することによって諸仏を眼前に見ることが出来る境地のことである。原語のpratyutpannabuddha-saṃmukhāvasthita-samādhiは、「十方現在仏悉在前立定（現在の仏がことごとく前に立つ精神集中）」の意で、その略語たる現在三昧を音写して般舟三昧と言う。また、諸仏現前三昧（しょぶつげんぜんざんまい）ないし仏立三昧（ぶつりゅうざんまい）とも意訳される。
現存する仏典の中では、阿弥陀仏およびその極楽浄土

について言及のある最古の文献

であり、三昧によって極楽浄土の阿弥陀仏を現前に見ることが述べられている。このことから浄土経典の先駆と考えられる。

ただし、極楽浄土への往生を願うのではなく、現世での般舟三昧の行によって見仏を目指す点に後世の浄土教信仰との相違がある。

また一方で、この経典の「行品」に見られる空の思想

は般若経典に通じるものであり、

この点でも空観を説くことが比較的少ない後世の浄土経典と趣を異にする。

## 諸本

### 漢訳
- 訳者不明 『抜陂菩薩経』一巻 (大正大蔵経 No.419)
- 後漢 支婁迦讖訳『般舟三昧経』三巻 光和2年(179年) (大正大蔵経 No.418)
- 後漢 支婁迦讖訳『仏説般舟三昧経』一巻 光和2年(179年) (大正大蔵経 No.417)
- 隋 闍那崛多訳 『大集経』「賢護分」五巻 開皇15年(595年) (大正大蔵経 No.416)

以上の4本が現存し、このうち支婁迦讖訳三巻本および一巻本が多く用いられている。闍那崛多訳は内容が多く、後世の増補を含むと考えられる。三巻本と一巻本のいずれを真の支婁迦讖訳とするかは異説があるが、一般的には三巻本が支婁迦讖訳とされることが多い。

### チベット語訳
- 『'phags-pa da-ltar-gyi sangs-rgyas mngon-sum du bzhugs-pa'i ting-nge-'dzin zhes-bya-ba theg-pa chen-po'i mdo （聖現在諸仏現前住立三昧大乗経)』 シャーキャプラバ(Śākyaprabha)、ラトナラクシタ(Ratnarakṣita) 訳

内容は漢訳の闍那崛多訳本とよく対応する。

### サンスクリット本
完本は存在しないが、ルドルフ・ヘルンレ(Rudolf Hoernlé)が中央アジアで発見した断片がある。支婁迦讖訳の擁護品（闍那崛多訳で言えば称賛功徳品）の一部に相当する。

### ガンダーラ語本
ガンダーラ語仏教写本の中に『般舟三昧経』の断片があることが報告されている。

## 後世の展開
- 2～3世紀ごろ、インド大乗仏教の理論的大成者である龍樹(ナーガールジュナ/Nāgārjuna)は、『大智度論』および『十住毘婆沙論』において『般舟三昧経』の所説について言及している。[11][12]
- 5世紀初頭の中国東晋時代、中国浄土教の先駆者である廬山の慧遠は、『般舟三昧経』にもとづく空観の完成を目指して観想念仏の行を実践して、念仏結社である白蓮社の祖と仰がれた。
- 6世紀の中国随時代、天台宗を開いた智顗は、『摩訶止観』において、『般舟三昧経』にもとづく精神統一の行を説いた。この行法は「常行三昧（じょうぎょうざんまい）」とよばれ、後世の浄土教や禅宗にも影響を与えた。
- 7世紀の中国唐時代、中国浄土教を確立した善導は、『般舟讃』において般舟三昧の行道の法を記している。
- 12世紀、日本において浄土宗を開いた法然は、『選択本願念仏集』において、『般舟三昧経』から、「我が国に来生せんと欲せん者は、常に我が名を念じて休息せしむること莫れ。」の句を引用し、これを「選択我名」と呼んだ。
- 13世紀、日本において浄土真宗を開いた親鸞は、『教行信証』において『般舟三昧経』から「余道に事うることを得ざれ、天を拝することを得ざれ、鬼神を祠ることを得ざれ、吉良日を視ることを得ざれ。」の句を引用し、「神祇不拝」を説いた。